# Luciano Buonfiglio
Luciano Buonfiglio (né le 15 novembre 1950 à Naples) est un entrepreneur, un dirigeant sportif, président du Comité national olympique italien (CONI) depuis le 26 juin 2025.

## Biographie
Né à Naples en 1950, dans le quartier de Posillipo, il s'installe à Milan avec sa famille à l'âge de 15 ans, où il découvre le canoë-kayak et intègre le Groupe sportif des Flammes Or.
Il cumule 36 sélections en équipe nationale italienne de canoë, participe à cinq championnats du monde et aux Jeux olympiques de Montréal en 1976, en K-4 1 000 mètres (1 000 mètres kayak quatre places hommes), s'arrêtant aux repêchages. Il prend sa retraite sportive en 1980.
Le 26 juin 2025, il est nommé président du CONI,